# Formalismo russo
Il formalismo russo è un'influente scuola di critica letteraria che si sviluppa tra il 1914 e il 1915 nell'Impero russo, in particolare nei centri culturali delle due principali città: l'Opojaz ("Società per lo studio del linguaggio poetico", attiva dal 1917) di San Pietroburgo e il "Circolo linguistico di Mosca" (1914-1928).

## Nome del movimento
Il termine "formalismo" viene coniato con intenti denigratori per stigmatizzare l'atteggiamento dei critici russi, volto a indagare l'aspetto puramente formale dell'opera letteraria, soffermandosi sull'organizzazione del sistema linguistico e "le particolarità specifiche dell'arte verbale", come sottolineato da Ejchenbaum ne La teoria del metodo formale (1927). Questa tipologia di studio tralascia intenzionalmente, quindi, l'interpretazione contenutistica e la dimensione metatestuale dell'opera a favore di uno studio che ha come oggetto il prodotto letterario in sé.

## Concetti fondamentali
Uno tra i più importanti concetti sviluppati fu la Morfologia della fiaba ad opera di Vladimir Propp nel 1928. Viene riproposta la scissione tra fabula e intreccio, la prima caratterizzata da una disposizione naturale e logica degli elementi, il secondo svolto a discrezione dello scrittore, già in precedenza evidenziata da Šklovskij ed Ejchenbaum. Nasce così il concetto di funzione relativa ai personaggi. Propp studia e analizza circa 400 fiabe di magia russe, chiarendo come la funzione all'interno della vicenda prescinde dal personaggio e come l'azione abbia una collocazione nella vicenda narrata. Ne deduciamo che la funzione è l'operato di un personaggio determinato dallo scrittore. Si possono quindi distinguere gli elementi variabili, come le caratteristiche fisiche e psicologiche, e gli invariabili, ovvero la funzione stessa del personaggio in questione. Propp individua 31 funzioni vincolate però da un numero circoscritto di testi appartenenti alla stessa area.
Il concetto di funzione verrà analizzato successivamente da Claude Bremond, Thomas Pavel, Gérard Genette, Cesare Segre e altri. L'analisi più nota di Segre riguarda una novella della quarta giornata del Decameron di Boccaccio, Lisabetta da Messina. La donna fa parte di una ricca famiglia di mercanti, portata avanti dai due fratelli maggiori. La famiglia è costretta a spostarsi a Messina per lavoro (realismo storico), dove Lisabetta conosce e si innamora di Lorenzo, un povero servitore della famiglia. Questo amore si rivela impossibile, infatti i fratelli si oppongono con tutte le loro forze all'unione dei giovani, fino a uccidere il ragazzo. Lorenzo però appare in sogno alla ragazza e indica il posto dove giace il corpo. Lisabetta si reca nel luogo e, mozzata la testa all'amato, la conserva in un vaso di basilico, che cresce bagnato dalle sue lacrime. I fratelli, quando scoprono cosa contiene il vaso, lo sottraggono alla ragazza e per paura dello scandalo si trasferiscono a Napoli dove la Lisabetta muore piangendo l'amato Lorenzo.
Le funzioni individuate da Segre sono:
- Proibizione;
- Trasgressione;
- Punizione (Reazione; Colpa);
- Trasgressione;
- Punizione.

Un altro concetto chiave dei formalisti russi è senza dubbio lo straniamento, applicato all'opera di Tolstoj. Nelle sue composizioni possiamo, infatti, notare come gli oggetti o gli avvenimenti non vengono chiamati con il loro nome, ma descritti come fossero visti per la prima volta. Viene utilizzato questo sistema per toccare la coscienza del lettore.

## Principali esponenti
- Viktor Šklovskij
- Roman Jakobson
- Vladimir Propp
- Pëtr Grigor'evič Bogatyrëv
- Boris Tomaševskij
- Osip Brik
- Boris Ejchenbaum
- Jurij Tynjanov

e in maniera più indiretta:
- Viktor Vinogradov
- Michail Bachtin
- Jan Mukařovský
- Jurij Lotman